# Kells, Kilkenny
Kells (iriska: Ceanannas) är en ort i republiken Irland.   Den ligger i grevskapet Kilkenny och provinsen Leinster, i den centrala delen av landet, 110 km sydväst om huvudstaden Dublin. Antalet invånare är 281.